# Rhosus isabella
Rhosus isabella là một loài bướm đêm trong họ Noctuidae.